# Kohala
El volcán Kohala es considerado inactivo y es uno de los cinco volcanes que forman la isla de Hawái, junto con los volcanes Mauna Kea, Mauna Loa, Hualalai y Kilauea. Su altura es de 1670 m s. n. m.
Se cree que el Kohala es el más viejo de los volcanes que crearon la Isla Grande de Hawái. Se cree que alcanzó el nivel de mar hace más 500 000 años. Su actividad volcánica comenzó a decaer hace unos 300 000 años, produciéndose la última hace 120 000 años.
Hasta el momento, se piensa que el volcán fue el doble de grande de lo que es ahora. Ya que las islas Hawái se están hundiendo lentamente en el lecho del océano Pacífico, el volcán comenzó a hundirse a mayor velocidad de las que las nuevas erupciones pudieran reemplazar lo perdido en el hundimiento. Hace unos 250 000-300 000 años tuvo lugar un gran deslizamiento en su flanco nordeste, produciéndose la formación de acantilados costeros.